# Војноисторијски гласник
Војноисторијски гласник je научни часопис Института за стратегијска истраживања. Излази од 1950. године и бави се темама из војне историје.

## О часопису
У часопису се публикују оригинални, рецензирани научни радови. Током првих четрдесет година излажења највећи број тема је био посвећен темама из историје Другог светског рата односно Народноослободилачког рата. Сви остали радови су били сврстани у рубрике Из раније прошлости, Кртике и прикази и Библиографије.Посебно место у часопису су заузимали радови о комунистичкој партији Југославије и Јосипу Брозу Титу.Временом је дошло до попуштања партијске контроле а самим тим и до научног и стручног ослобођања часописа. Током 67 година постојања часописа објављено је укупно 258 бројева часописа.
Часопис излази од 1950. године и то најпре као гласило Војноисторијског Института. До данас је доживео многобројне трансформације почев од концепције, садржаја, дизајна, до учесталости излажења. Војноисторијски гласник данас излази као публикација Института за стратегијска истраживања Министарства одбране Републике Србије.

### Периодичност излажења
У периоду од 1950. до 1966. Војноисторијски гласник је излазио шест пута годишње. Од 1967. До 2000. године су објављивана три броја годишње. Од 2001. године до данас Војноисторјски гласник излази два пута годишње.

## Уредници
- др Миљан Милкић
- др Далибор Денда

## Аутори прилога
Аутори прилога су еминентни стручњаци из земље и иностранства који се баве темама из војне историје.

## Редакција
- др Милан Терзић,
- др Миљан Милкић,
- др Дмитар Тасић,
- др Винфрид Хајнеман
- Др Ервин А. Шмидл,
- др Харолд Е. Раф,
- др Милан Ристовић,
- др Љубодраг Димић,
- др Миле Бјелајац,
- др Драган Богетић,
- др Александар Животић,
- др Милић Милићевић,
- др Далибор Денда.

## Индексирање у базама података
CEEOL

## Галерија
- Војноисторијски гласник, 2015.
- Документ са Крфа из 1916. године објављен на полеђини корица у броју 2. за 2015. годину
- Војноисторијски гласник број 2. за 2016. годину
- Скица распореда Тимочке дивизије 14. априла 1941. године, документ на полеђини корица у броју 1. за 2016. годину
- Надирање Прве српске армије до Дунава и Саве 1918 године, документ на полеђини корица у броју 2. за 2016. годину